# Tell Me (песня The Rolling Stones)
«Tell Me» — рок-баллада английской группы The Rolling Stones, выпущенная в качестве сингла 13 июня 1964 года в Соединённых Штатах Америки. Первая песня, написанная дуэтом Джаггер/Ричардс и первый сингл The Rolling Stones, попавший в Billboard Hot 100 (#24).

## Запись и выпуск
«Tell Me» была записана в Лондоне в феврале 1964 года. В одном из интервью Мик Джаггер поделился воспоминаниями о записи: «Кит играл на двенадцатиструнной гитаре и исполнял гармонический вокал в тот же микрофон. Мы записывались в крошечной студии в Вест-Энде Лондона, которая называлась Regent Sound и была демо-студией. Весь альбом был записан там».
«Tell Me» вышла в составе дебютного альбома The Rolling Stones. В британскую версию пластинки по ошибке была включена версия без клавишных партий Иэна Стюарта, все последующие издания сохранили полную версию длиной в 4 минуты и 5~6 секунд. Версия, выпущенная на американском сингле, длится 2:47. На различных сборниках The Rolling Stones встречается также отредактировання версия длиной в 3:48~3:50. Данный вариант был использован Мартином Скорсезе в картине «Злые улицы».

## Музыка и лирика
Баллада «Tell Me» была необычна для The Rolling Stones, творчество которых ассоциировалось в первую очередь с ритм-н-блюзом. Этот факт отмечался самим Джаггером: «„Tell Me“ очень отличается от наших работ в стиле ритм-н-блюза. <…> Это поп-песня, в отличие от всех тех блюзовых песен, которые мы делал в то время».
Текстуально, песня представляет собой романтическую историю о неудавшихся отношениях лирического героя и о его попытке вернуть былую любовь.
I want you back again, I want your love again,
I know you find it hard to reason with me —
But this time it’s different, darling you’ll see.
You gotta tell me you’re coming back to me.

## Участники записи
- Мик Джаггер — вокал
- Кит Ричардс — двенадцатиструнная гитара, бэк-вокал
- Брайан Джонс — соло-гитара, бубен, бэк-вокал
- Билл Уаймэн — бас-гитара, бэк-вокал
- Иэн Стюарт — фортепиано
- Чарли Уоттс — ударные

## Позиции в чартах
| Страна     | Позиция |
| ---------- | ------- |
| Бельгия    | 1       |
| Германия   | 22      |
| Нидерланды | 3       |
| США        | 74      |